# Notnagel

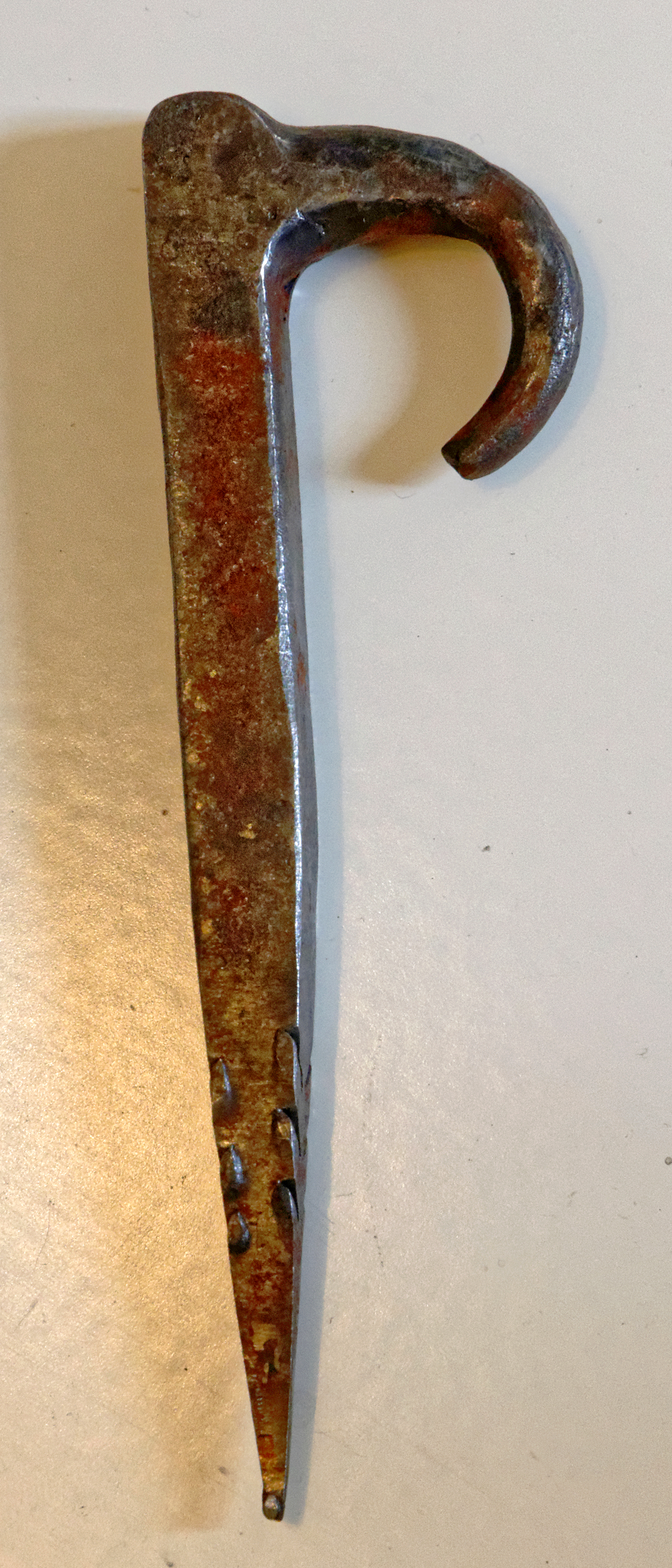
Exponat im Feuerwehrmuseum Waldmannshofen

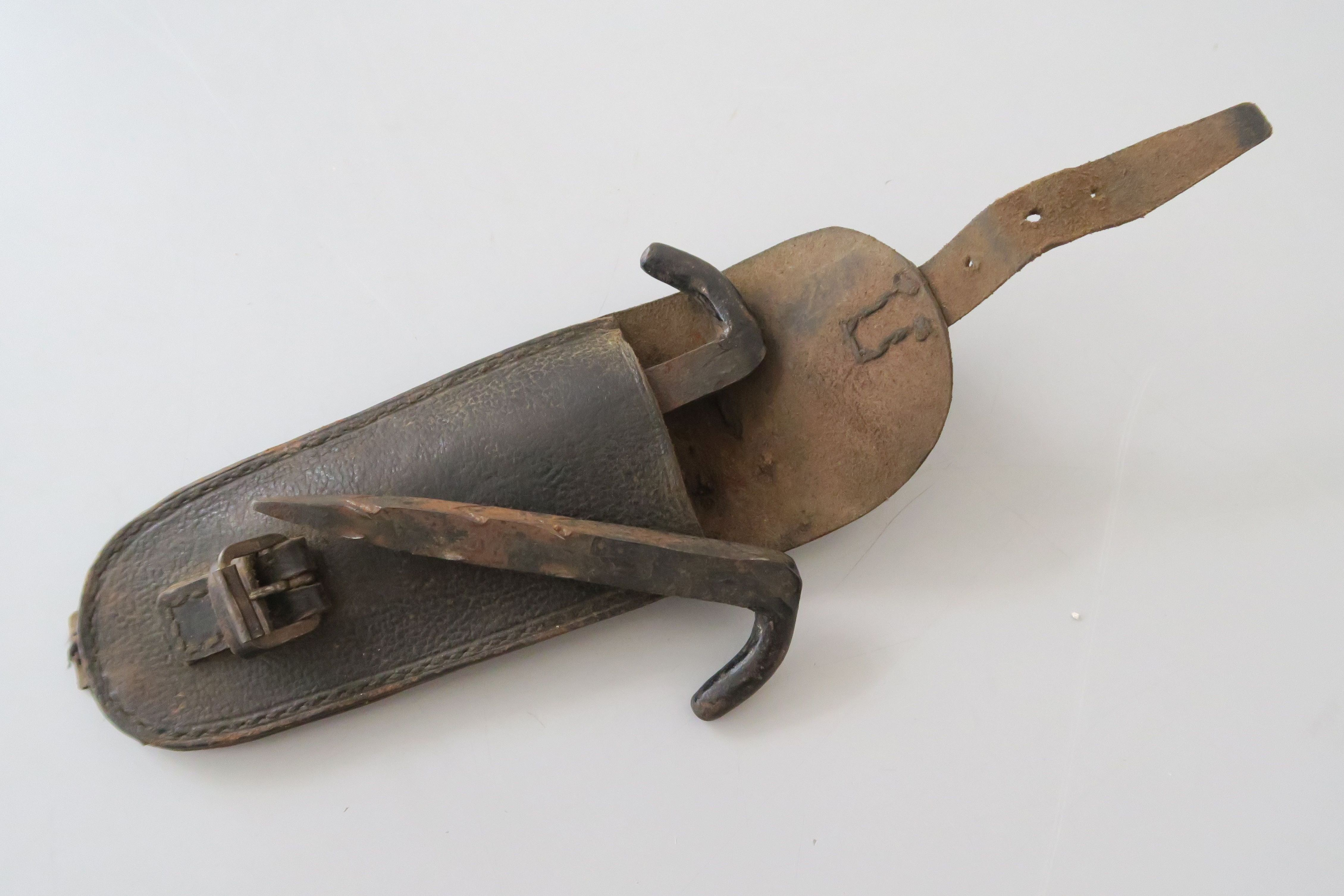
Notnagel von 1920

Mit Notnagel bezeichnet man einen nagelförmigen Abseilhaken, der bis in die 1960er-Jahre zur Ausrüstung der Feuerwehr gehörte. Er bestand aus einem kräftigen, spitz zulaufenden Eisenstift mit einer seitlichen Öse, durch die ein Seil geführt werden konnte. Der Notnagel wurde in einer kleinen Tasche am Hakengurt mitgeführt. Wenn bei der Brandbekämpfung ein Rückzug durch das Gebäude ins Freie nicht mehr möglich war, dann konnte der Feuerwehrmann den Notnagel in einen hölzernen Fensterstock oder andere geeignete Stelle einschlagen und sich anschließend mit einem Seil durch ein Fenster abseilen.
Es gab auch eine Ausführung als Notring, die von C. Setz in Riedlingen erfunden wurde. Hierbei war anstelle des Hakens ein Ring vorhanden, und der Nagel war zusätzlich mit Widerhaken versehen.

## Sprichwörtliche Bedeutung
Im allgemeinen Sprachgebrauch versteht man unter einem Notnagel ein letztes Rettungsmittel oder eine improvisierte Notlösung, aber auch eine Person, die nur in Notfällen als Lückenbüßer hinzugezogen wird. 
In diesem Sinne ist die Verwendung des Begriffs vermutlich nicht von einem Metallstift abgeleitet, sondern wird etymologisch mit dem aus Hornhaut bestehenden  Niednagel in Verbindung gebracht. Für ein relativ hohes Alter des Wortes sprechen die vielen Personen mit den Namen Nothnagel, Notnagel, Nottnagel oder Nodnagel (siehe Wikipedia-Liste).